# ユーホーム
ユーホーム（英: U-Home）は、ユニーがかつて運営していたホームセンターのブランド。同社関連事業本部内のユーホーム事業部が運営していた。2016年8月までに事業を撤退、大部分の店舗をDCMカーマ（後のDCM）に譲渡した。

## 概要
ホームニーズ商品（家具収納・電気電材・インテリア）からハウスキーピング品（日用雑貨・家庭用品）まで、住まいに関する商品を幅広く品揃えしたホームセンターであった。撤退発表時点で、中京地区エリアにおいて、アピタ・ピアゴに併設した9店舗と、食料品スーパーを改装した都市型コンパクトタイプ1店舗、ピアゴ同居型コンパクトタイプ1店舗を展開していた。
ユニーは、1986年9月13日から1996年9月12日までの10年間、エンチョーと業務提携の契約をしており、2016年6月までエンチョーの発行済み全株式を9％程度保有していたが、すてきナイスグループ（後のナイス）に株式を譲渡。かつてはエンチョーの出向社員も受け入れており、同社のホームセンター運営のノウハウが生かされていた。
2016年3月、ユニーの親会社であるユニーグループ・ホールディングスがユニー・ファミリーマートホールディングスへの移行に伴う事業再編により、『ユーホーム』の事実上の身売りを発表。11店舗のうち8店舗（矢作店、阿久比店、安城店、稲沢店、各務原店、大和郡山店、桶狭間店、嬉野店）の事業を同業のDCMホールディングス傘下のDCMカーマに譲渡し、残る3店舗を閉店すると発表した。同年6月から8月にかけて、順次全店閉店し、8月21日のユーホーム事業部廃止を以て、ユーホームの屋号は事実上消滅した。

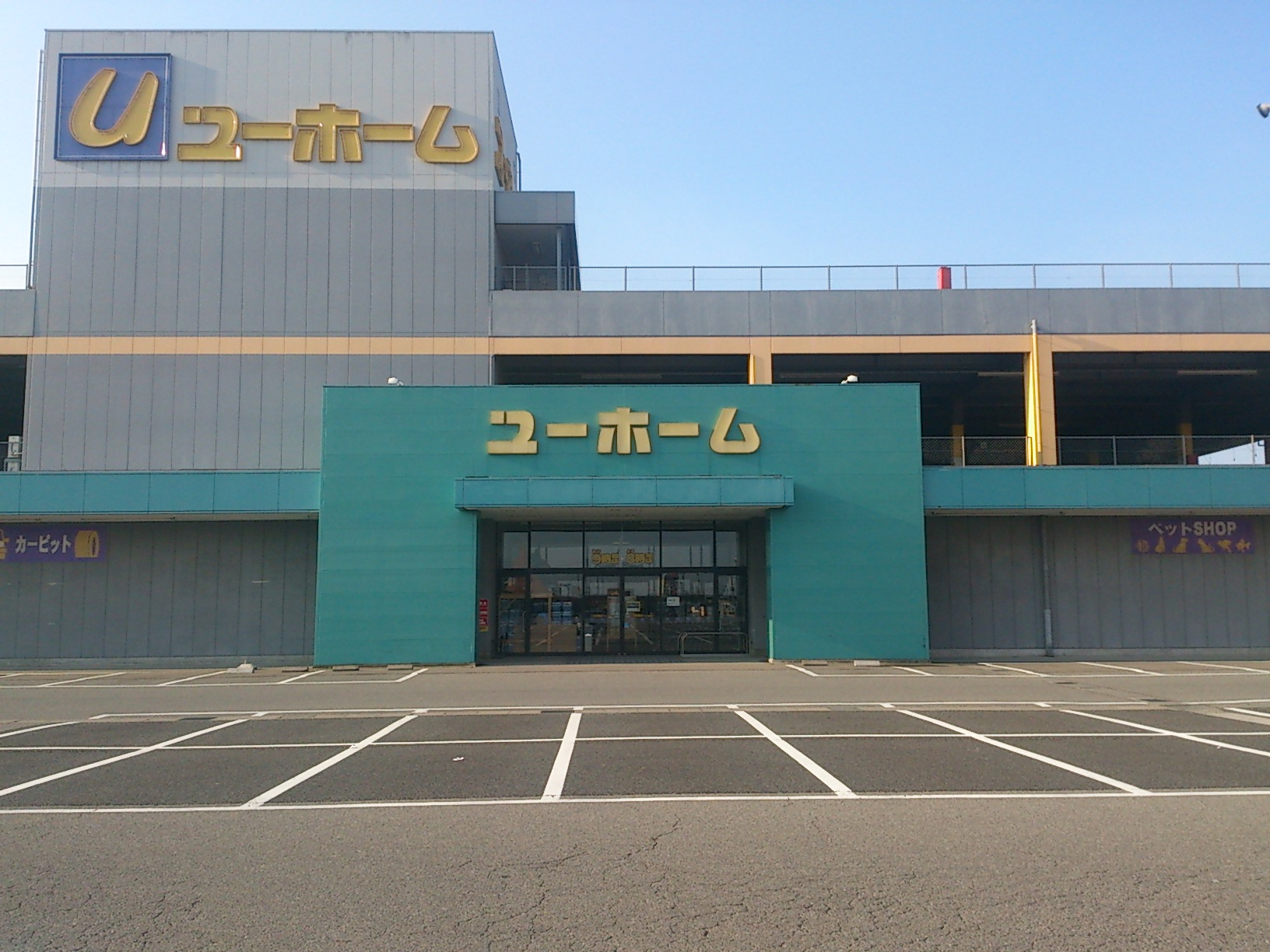
店舗例。松任店（閉店済）
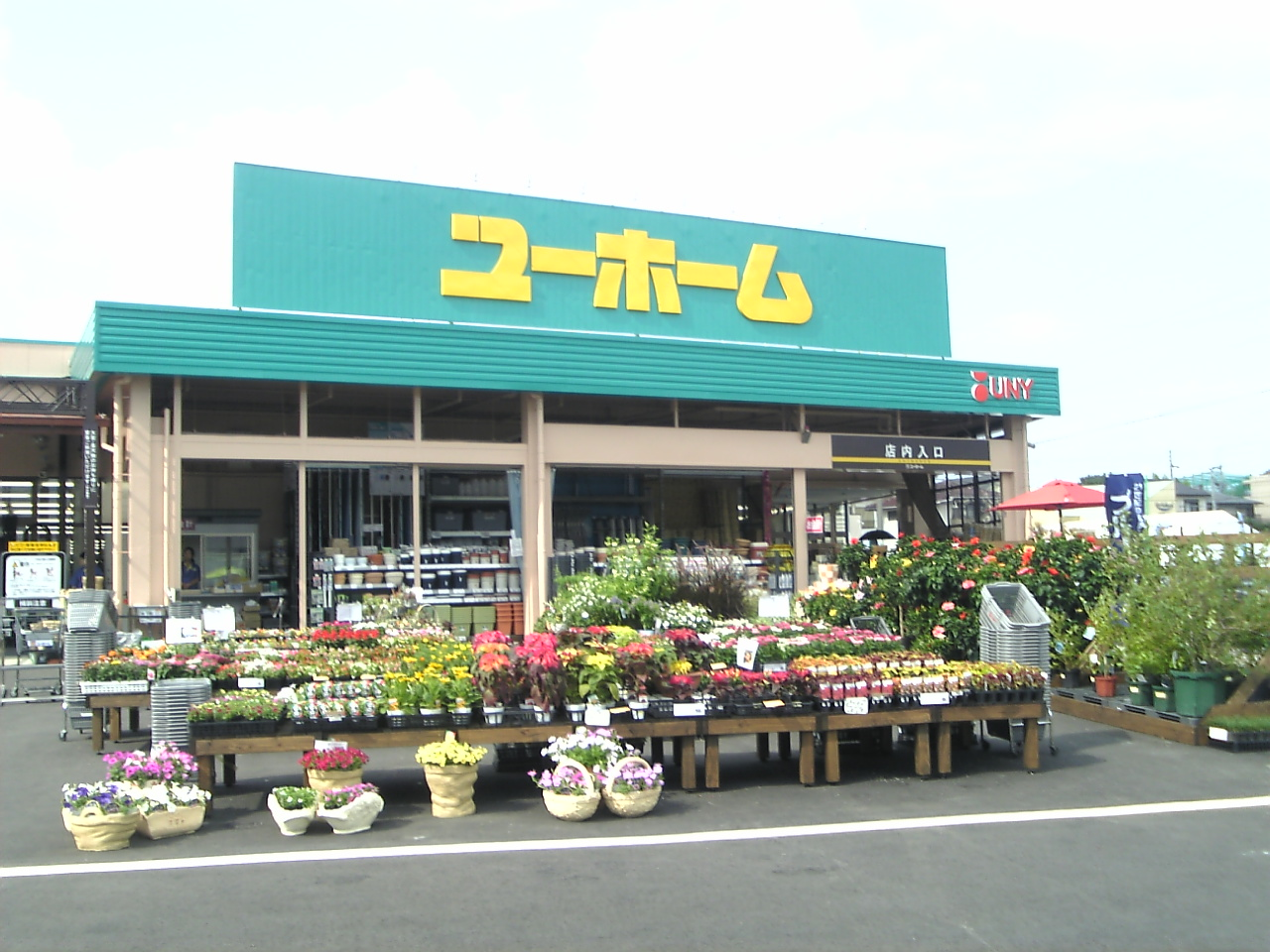
ユーホーム桶狭間店
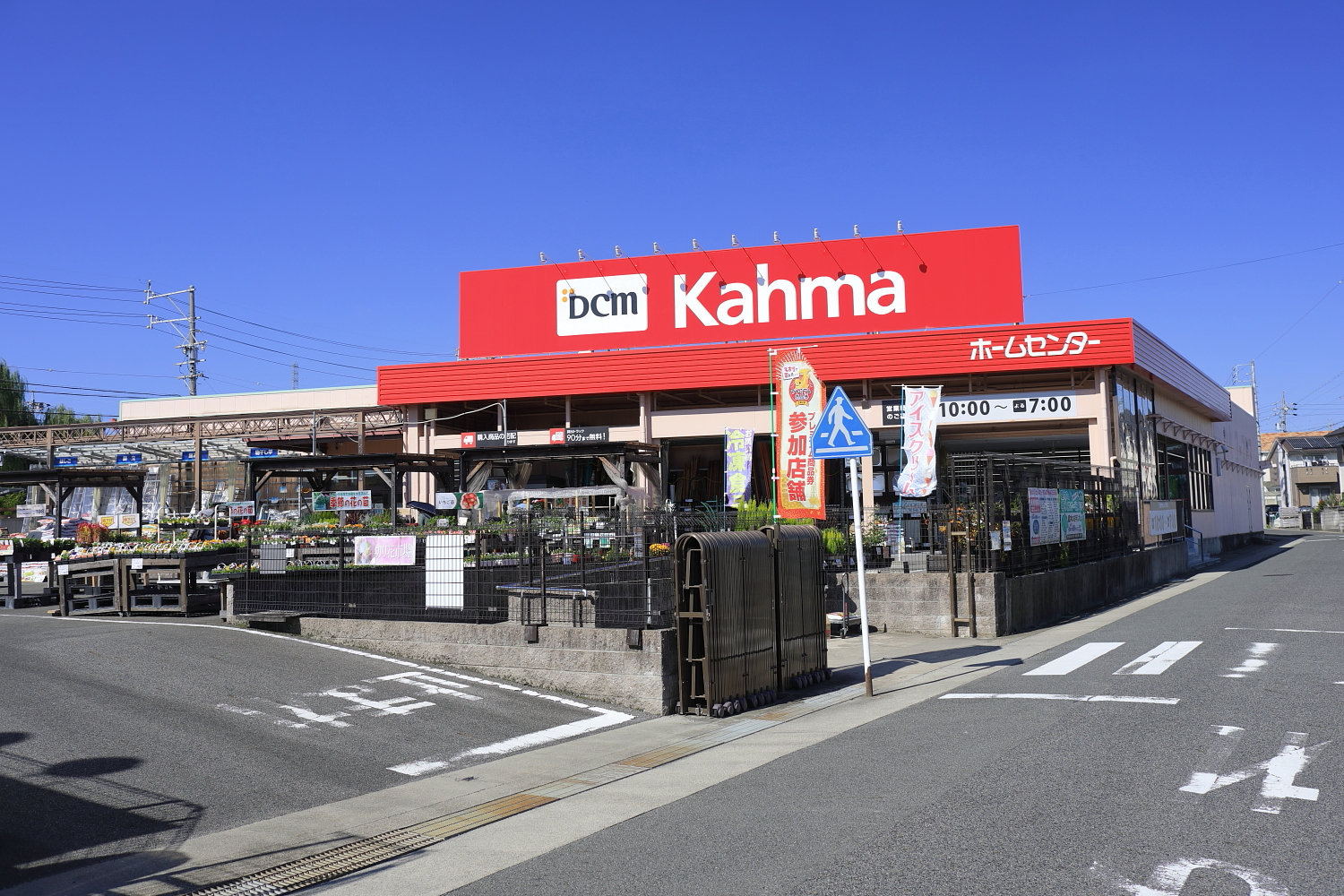
ユーホーム桶狭間店から転換（2016年）されたDCMカーマ桶狭間店
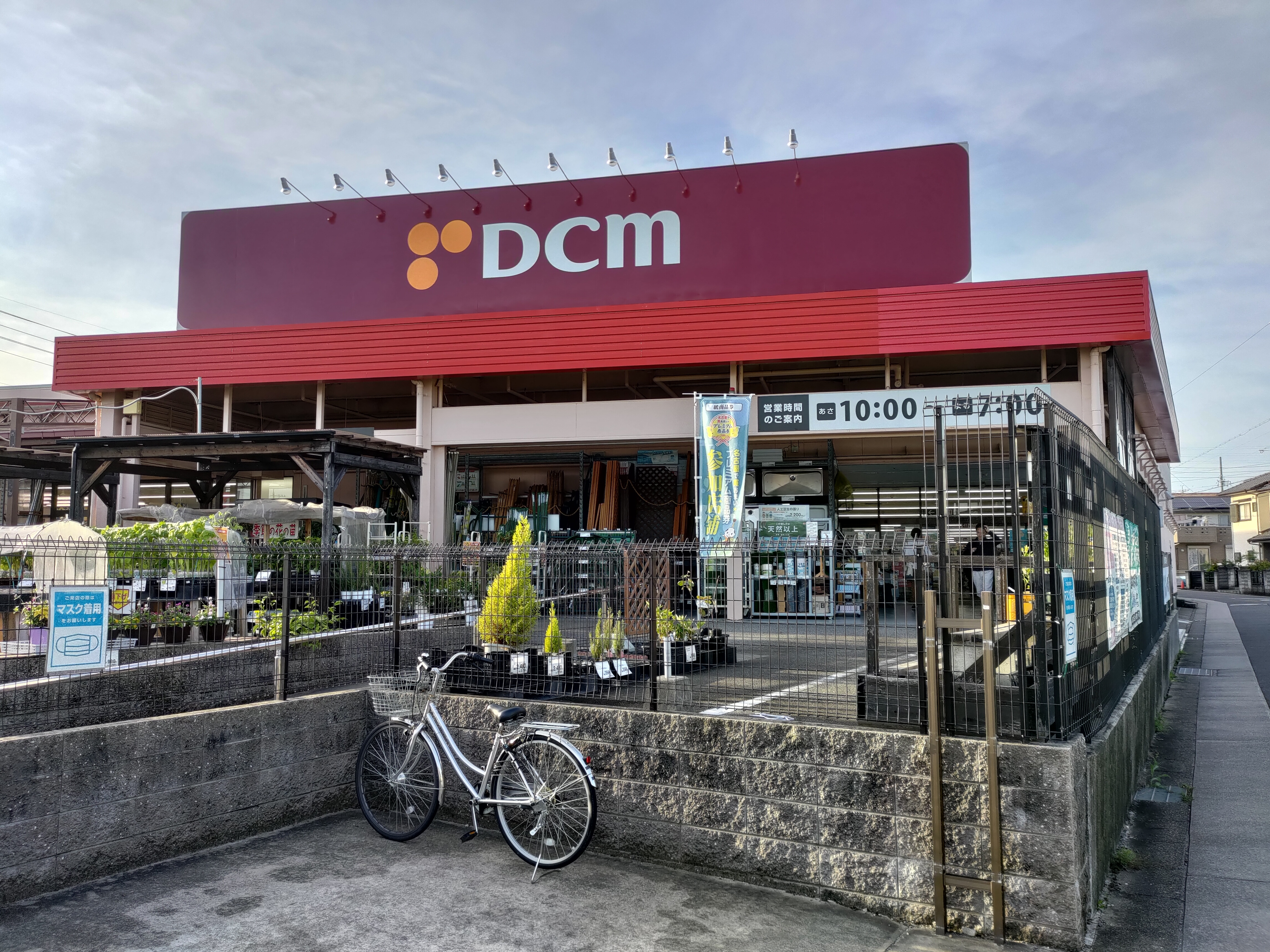
DCMカーマ桶狭間店から改称（2022年）されたDCM桶狭間店

## 沿革
- 1995年9月21日 - ユニーの住居関連本部により、石川県松任市（現：白山市）にユーホーム1号店、ユーホーム松任店がフェアモール松任（アピタ松任店）と共に開店[4]
- 1996年12月6日 - 愛知県小牧市のサンテラス小牧（現：MEGAドン・キホーテUNY小牧店）の別棟として、ユーホーム小牧店が開店[5]
- 1997年10月23日 - 愛知県岡崎市のユーストア矢作店（現：MEGAドン・キホーテUNY矢作店）に隣接する別棟として、ユーホーム矢作店が開店[6]
- 1999年
  - 5月28日 - 愛知県知多郡阿久比町にユーホーム阿久比店が、隣接するアピタ阿久比店と共に開店[7]
  - 6月24日 - 別棟増築によりユーホーム松任店が敷地内移転　2,704m2 → 5,190m2に増床
  - 12月23日 - 愛知県安城市にユーホーム安城店が開店[8]。翌年1月28日にユーストア福釜店（現：ピアゴ福釜店）が隣接する別棟として開店
- 2000年
  - 2月1日 - ユーホーム事業部化[9]
  - 6月29日 - 愛知県稲沢市のアピタタウン稲沢の増築により、B館の1階にユーホーム稲沢店が開店[10]
  - 9月29日 - 岐阜県各務原市にユーホーム各務原店が、隣接する別棟として、アピタ各務原店と共に開店[11]
  - 10月27日 - 福井県福井市にユーホーム福井大和田店が、隣接するアピタ福井大和田店と共に開店
  - 11月10日 - 新潟県中蒲原郡亀田町（現：新潟市江南区）にユーホーム新潟亀田店が、隣接するアピタ新潟亀田店（現：アピタパワー新潟亀田店）と共に開店[12]
  - 11月22日 - 三重県一志郡三雲町（現：松阪市）にユーホーム松阪三雲店が、隣接するアピタ松阪三雲店と共に開店
- 2003年4月25日 - 新潟県新潟市小新（現：新潟市西区）にユーホーム新潟西店が、隣接するアピタ新潟西店と共に開店[13]
- 2004年4月24日 - 奈良県大和郡山市にユーホーム大和郡山店が、隣接するアピタ大和郡山店と共に開店[14]

最盛期計12店舗
- 2006年 - 2011年 - 小牧店、新潟西店、新潟亀田店[15]、福井大和田店を順次閉店
- 2011年8月3日 - 名古屋市緑区にユーホーム桶狭間店が、旧ピアゴ桶狭間店を改装して開店[16]
- 2012年11月30日 - 滋賀県犬上郡豊郷町にユーホーム豊郷店が、ピアゴ豊郷店店舗内を一部改装し開店[17][18]
- 2013年
  - 10月11日 - 奈良県北葛城郡上牧町にユーホーム西大和店が、隣接するアピタ西大和店（現：ラスパ西大和 / MEGAドン・キホーテUNY西大和店）と共に開店[19]
  - 11月11日 - 敷地内移転準備のため、ユーホーム稲沢店が休業
  - 12月14日 - ユーホーム稲沢店が、アピタタウン稲沢C館の映画館階下に敷地内移転して開店
- 2014年
  - 6月20日 - ユーホーム松阪三雲店が閉店
  - 11月28日 - 三重県松阪市にユーホーム嬉野店が開店[20]
- 2015年
  - 4月25日 - 愛知県新城市にユーホーム新城店が、旧ピアゴ新城店の跡地に開店[21]
  - 5月10日 - ユーホーム松任店が閉店[22]
- 2016年
  - 3月17日 - ユーホームの8店舗（矢作店、阿久比店、安城店、稲沢店、各務原店、大和郡山店、桶狭間店、嬉野店）の事業をDCMホールディングス傘下のDCMカーマに譲渡、残る3店舗を閉店すると発表
  - 6月 - 7月 - 矢作店、各務原店、豊郷店、阿久比店、稲沢店、新城店、西大和店、桶狭間店、安城店を順次閉店
  - 8月14日 - 最後まで営業していた嬉野店、大和郡山店が閉店し、「ユーホーム」ブランド消滅
  - 8月21日 - ユーホーム事業部廃止

## 特筆性の高い店舗
特記事項のある店舗を述べる。
- 大和郡山店（奈良県大和郡山市、アピタ大和郡山店に隣接） - 前述の通り、ユーホーム事業廃止のリリースではDCMカーマに譲渡する店舗とされていたものの、実際にはDCMカーマではなく同じDCMホールディングス傘下のDCMダイキが営業することとなり、2016年9月16日より営業を開始した[23]。
- 嬉野店（三重県松阪市、ピアゴ嬉野店に隣接） - ユーホームとしては2014年11月28日に開店[24][25]し、2016年8月14日に閉店した店舗。2016年10月6日にDCMカーマとして営業を開始した[26]ものの、2018年10月21日に閉店[27]。跡地にはスギ薬局嬉野東店が2019年7月11日に開店。

## 補足
同社公式HP等では正規の店舗として公称されていないが、「ユーホーム」ブランドを用いたガーデニング店をショップコーナーとして下記ピアゴ・アピタ店舗内に配置していた。
- ユーホームガーデニング川辺店（岐阜県加茂郡川辺町、2013年（平成25年）3月15日開設 - 2016年（平成28年）5月15日閉鎖）

ピアゴ川辺店内のガーデニングコーナー。マクドナルド川辺ユーストア店の跡地に開設した。店舗面積約198m2。
- ユーホームガーデニング鈴鹿店（三重県鈴鹿市、2013年（平成25年）11月1日開設 - 2016年（平成28年）5月15日閉鎖）

アピタ鈴鹿店（現：MEGAドン・キホーテUNY鈴鹿店）内のガーデニングコーナー。店舗面積約331m2。